# نيل شوبين
نيل شوبين (بالإنجليزية: Neil Shubin)‏ (مواليد 22 ديسمبر 1960) هو عالم حفريات أمريكي، عالم أحياء تطوري وكاتب أدبيات علمية من أصل روسي. يعمل شوبين معاون لعميد كلية التشريح والبيولوجيا العضوية وأستاذ في لجنة علم الأحياء التطوري في جامعة شيكاغو بالإضافة إلى كونه مدير المتحف الميداني للتاريخ الطبيعي. يشتهر شوبين بكونه مكتشف التكتاليك.

## سيرة حياته
تعود أصول عائلة شوبين إلى روسيا (Шубин يعتبر شوبين لقب متكرر في روسيا).
حصل شوبين على درجة الدكتوراه في علم الكائنات والأحياء التطورية من جامعة هارفارد عام 1987. كما درس في جامعة كولومبيا وجامعة كاليفورنيا (بركلي).
حصل شوبين على «شخصية الأسبوع» على قناة ABC الإخبارية في أبريل 2006 عندما قام بإكتشاف التكتاليك. كما ظهر في تقرير كولبير وذلك في 14 يناير 2008، ومرة أخرى في 9 يناير 2013. تم إنتخابه كعضو في الأكاديمية الوطنية للعلوم في عام 2001. كما انه يعمل كمضيف في برنامجه السمكة بداخلك على قناة PBS. البرنامج تم إنتاجه من قبل ويندفول للأفلام وأستديوهات بنك تانجليد، وهي شركة إنتاج تابعه لمعهد هوارد هيوز الطبي والتي تقوم بجعل المواد متاحة في فصول التعليم الدراسية.

## مؤلفاته
- السمكه بداخلك: رحلة في تاريخ الجسم البشري. نيويورك: كتب بانثيون، 2008. ISBN 978-0-375-42447-2.
- ضمن الكون: إكتشاف التاريخ المشترك للصخور، الكواكب والناس. كتب بانثيون، مدينة نيويورك 2013، ISBN 978-0-307-37843-9.[10]

## روابط خارجية
- نيل شوبين على موقع ميوزك برينز (الإنجليزية)
- مجموعة قراءة على الإنترنت لمناقشة كتاب نيل شوبين السمكة بداخلك
- فيديو (وصوت) من مقابلة/مناقشة شوبين وكارل زيمير حول «الحفريات المبلله» على Bloggingheads.tv
- محاضرة (عرض تقديمي) عن إكتشاف التكتاليك يقدمة نيل شوبين على يوتيوب
- نيل شوبين في تقرير كولبيرت. يناير 14, 2008
- محاضرة نيل شوبين عن السمكة بداخلك في جامعة تكساس
- موقع لسلسلة السمكة بداخلك على قناة بي بي أس